# ヒカリトカゲ
「ヒカリトカゲ」は、C&Kの14枚目のシングル。発売元はユニバーサルミュージック。

## 解説
- 前作『キミノ言葉デ』から約1年2か月振りのシングル。
- 初回限定盤には、全国ホールツアー「日本全国CK地元化計画〜地元です。地元じゃなくても、地元ですツアー2016〜」中野サンプラザ公演の中から劇団C&K“タイムとラベル”の70分を越える全編映像を収録収録したDVDを付属。

## 収録曲

### CD
1. ヒカリトカゲ
2. 8月28日
3. タイムトラベル
4. ヒカリトカゲ(naked ver.)

### DVD（初回盤のみ）
1. C&K Ⅷ
2. ジャパンパン〜日本全国地元化計画〜
3. へべれけ宣言
4. milky way
5. パーティ☆キング
6. アイアイのうた〜僕とキミと僕等の日々〜
7. BYE BYE BOO
8. 心の糸
9. ※がある
10. 日本ビート
11. DANCE☆MAN（WOKKY WOKKY×BOGGIE WOGGIE）
12. タイムトラベル